# Canadian Airlines
Canadian Airlines – kanadyjskie linie lotnicze działające w latach 1987-2001, współzałożyciel sojuszu Oneworld.
Siedziba Canadian Airlines mieściła się w Calgary (prowincja Alberta). W 2000 linie zostały nabyte przez Air Canada.

## Historia
Canadian Airlines zostały założone 27 marca 1987, kiedy Pacific Western Airlines zakupiły Canadan Pacific Air Lines, a także weszły w posiadanie Eastern Provincal Airways i Nordair.
W 1991 Canadian Airlines przeszły głęboką, finansową restrukturyzację, z powodu $700 milionowego długu, który był efektem kryzysu w branży lotniczej.
1 listopada 1996 dyrektor Kevin Benson przedstawił czteroletni plan strategiczny mający na celu zwiększenie rentowności Canadian Airlines. Obejmował on kontrolę kosztów, zwększenie przychodów, kapitalzację i odnowienie floty. Po dwóch latach, od wprowadzenia planu w życie, doszło do kryzysu na azjatyckim rynku, ruch lotniczy został ograniczony, a Canadian Airlines przetrwał ten czas tylko dzięki swoim dotychczasowym, rentownym trasom.
W 1999 Canadian Airlines, wraz z American Airlines, British Airways, Cathay Pacific i Qantas założyły sojusz Oneworld.
W ostatnich kilku latach działalności Canadian Airlines rozwinęły sieć swoich połączeń z Azją, zwłaszcza z Malezją i Filipinami. W tamtym czasie linie obsługiwały więcej połączeń z Azją niż jakakolwiek inne kanadyjskie linie.
Z powodu niskiej rentowności rozważane były różne propozycje, włącznie z wystawieniem linii na aukcję prowadzoną przez American Airlines, które były w posiadaniu 25% udziałów spółki (maksymalna ilość dopuszczona przepisami). Ostatecznie Canadan Airlines zostały zakupione przez Air Canada w 2000.

## Flota
Canadian Airlines dysponowała w swojej historii 150 samolotami:
| Samolot                 | Samolot  | Okres dostawy | Okres wycofania | Uwagi                            |
| Model                   | Wycofane | Okres dostawy | Okres wycofania | Uwagi                            |
| ----------------------- | -------- | ------------- | --------------- | -------------------------------- |
| Airbus A310-300         | 12       | 1990-1992     | 1990-1993       |                                  |
| Airbus A320-200         | 13       | 1991-1999     | 2001            | Całość przejęta przez Air Canada |
| Boeing 737-200          | 74       | 1987-1998     | 1987-2001       | 43 przejęte przez Air Canada     |
| Boeing 737-300          | 3        | 1988          | 1989            |                                  |
| Boeing 747-400          | 4        | 1990-1992     | 2001            | Całość przejęta przez Air Canada |
| Boeing 767-300          | 25       | 1988-2000     | 1997-2001       | 23 przejęte przez Air Canada     |
| Lockheed L-188          | 2        | 1987          | 1990            |                                  |
| McDonnell Douglas DC-10 | 17       | 1897-1998     | 1987-2000       |                                  |
| Łącznie                 | 150      |               |                 |                                  |

## Katastrofy i wypadki
Podczas swojej działalności Canadian Airlines nie odnotowały żadnej katastrofy z ofiarami śmiertelnymi. Doszło jedynie do dwóch wypadków:
- 19 października 1995 – McDonnell Douglas DC-10 podczas startu z lotniska w Vancouver, piloci musieli przerwać procedurę startu w wyniku utraty mocy w silniku nr.1. Samolot zatrzymał się na miękkiej nawierzchni 400 metrów za końcem pasa startowego. 6 osób zostało rannych spośród 257 znajdujących się na pokładzie[4].
- 6 września 1997 podczas startu z lotniska w Pekinie w samolocie Boeing 767-375ER doszło do wybuchu lewego silnika. Piloci przerwali procedurę startu. Nikt nie został ranny. Na pokładzie znajdowało się 209 osób[5].